# Doktor Żywago (film)
Doktor Żywago (ang. Doctor Zhivago) – amerykański film melodramatyczny z 1965 roku w reżyserii Davida Leana, zrealizowany na podstawie scenariusza Roberta Bolta opartego na powieści Borisa Pasternaka o tym samym tytule; jeden z największych sukcesów w historii wytwórni Metro-Goldwyn-Mayer. Zalicza się go do trylogii wyreżyserowanych przez Davida Leana klasycznych filmów epickich, obok Mostu na rzece Kwai (1957) i Lawrence’a z Arabii (1962). W rolach głównych wystąpili: Omar Sharif jako poeta dr Jurij Żywago, Julie Christie jako jego kochanka Lara Antipowa i Geraldine Chaplin jako Tonia Gromieko, jego żona.
Film opowiada historię życia lekarza i poety Jurija Żywago na tle gwałtownych przemian zachodzących w Rosji i Związku Radzieckim na początku XX wieku. Dramat trójkąta uczuciowego, w którym uwikłani są bohaterowie filmu, jest osadzony w burzliwych losach wojen i rewolucji toczących się w tym niespokojnym okresie historii. Tematyka filmu i sprawa represji władz ZSRR wymierzonych w Pasternaka wywołały znaczny rozgłos na całym świecie.
Doktor Żywago odniósł wielki sukces kasowy, zarabiając na światowym rynku ponad 200 mln dolarów. Uwzględniając wpływ inflacji, zajmuje 8. miejsce na liście największych hitów w historii amerykańskiego box office’u. Sukces filmu uchronił MGM przed zapaścią finansową. Sporą popularność zyskała również ścieżka muzyczna filmu skomponowana przez Maurice’a Jarre’a.
Dzieło Leana spotkało się głównie z mieszanymi lub negatywnymi recenzjami. Amerykańscy krytycy zarzucali filmowi zbyt wolne tempo, przesadną melodramatyczność i uproszczenie obrazu rewolucji. Rosyjscy recenzenci wytknęli fałszywe stereotypy na temat Rosjan, nieścisłości historyczne i pewne kiczowate momenty. Mimo to film otrzymał liczne prestiżowe nagrody i nominacje, m.in. 5 Oscarów i 5 Złotych Globów.

## Fabuła

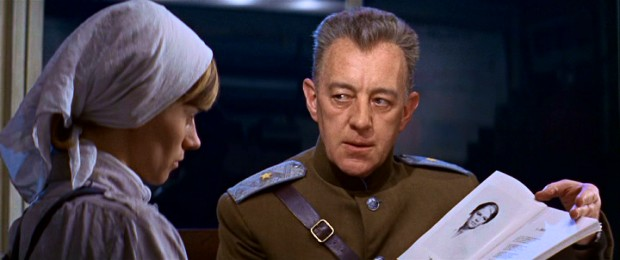
Spotkanie gen. Jewgrafa Żywagi (Alec Guinness) ze swoją domniemaną bratanicą (Rita Tushingham) stanowi prolog i epilog filmu

Akcja filmu rozpoczyna się około 1940 roku. Generał KGB Jewgraf Andriejewicz Żywago wizytuje elektrownię zaporową, gdzie pracuje Tonia Komarowa. Podejrzewa, że dziewczyna może być poszukiwaną przez niego zaginioną w dzieciństwie nieślubną córką Lary Antipowej i jego nieżyjącego przyrodniego brata, Jurija. Podczas spotkania z Tonią pokazuje tomik poezji jej domniemanego ojca, i rozpoczyna snuć opowieść o jego życiu, stanowiącą większość filmu.
Przedrewolucyjna Rosja, rok 1902. Po śmierci matki mały Jurij Andriejewicz Żywago trafia do Moskwy, pod opiekę i wychowanie zaprzyjaźnionej ze zmarłą arystokratycznej rodziny Gromieków: Anny, Aleksandra i ich córki Toni, rówieśniczki Jurija. W spadku po matce otrzymuje bałałajkę. Mijają lata, Jurij tworzy poezję i jednocześnie studiuje medycynę. Przekonany przez Annę, postanawia ożenić się z Tonią. Równocześnie 17-letnia Lara (Larysa), córka krawcowej Amelii, spotyka się z 26-letnim Paszą Antipowem, zaangażowanym w podziemną działalność rewolucyjną. Kochankiem Amelii jest majętny i wpływowy polityk Wiktor Hipolitowicz Komarowski, pragnący, mimo znacznej różnicy wieku, zbliżyć się do córki krawcowej. Komarowski udaje się z Larą na randkę i nawiązuje z nią romans. Dowiedziawszy się o zdradzie Komarowskiego, Amelia podejmuje próbę samobójczą, lecz zostaje w porę uratowana przez Jurija i jego wykładowcę, prof. Kurta, wezwanego przez Komarowskiego. W takich okolicznościach Jurij poznaje Larę. Niedługo później Pasza oznajmia Komarowskiemu zamiar poślubienia Lary. Komarowski odradza dziewczynie zamążpójście za ubogiego rewolucjonistę, a po odejściu Antipowa gwałci ją. Roztrzęsiona dziewczyna bierze rewolwer należący do jej narzeczonego i udaje się na przyjęcie wigilijne, gdzie w obecności Jurija i reszty moskiewskiej elity strzela do Komarowskiego, jedynie lekko go raniąc. Komarowski zabrania wezwania policji, a Larę z przyjęcia bezpiecznie wyprowadza Pasza. Lara wychodzi za mąż za Antipowa, wyjeżdża z nim na zauralską prowincję i rodzi mu córkę Katię. Jurij żeni się z Tonią i mają synka Saszę.
Mija rok, wybucha I wojna światowa. W Moskwie panuje patriotyczne uniesienie, żołnierze w paradach wyruszają na front. Jewgraf Żywago, działając na polecenie SDPRR, zaciąga się do armii carskiej, aby propagować w niej idee bolszewickie. Doktor Jurij Żywago zostaje skierowany do służby w szpitalach polowych. W miarę trwania wojny, podburzani przez antywojenną agitację żołnierze masowo dezerterują z wojska. Wybucha rewolucja lutowa. Po starciu dezerterów ze zmierzającymi na front posiłkami, Jurij spotyka przypadkowo Larę, która zaciągnęła się do wojska jako pielęgniarka, aby móc odszukać zaginionego w walce męża. Przez pół roku blisko współpracują ze sobą, na rozkaz rządu tymczasowego prowadząc szpital polowy. Między nimi rodzi się głębokie uczucie, lecz powstrzymują się od okazywania sobie miłości. Tymczasem w kraju wybucha rewolucja październikowa.
Zwolniony z wojska Jurij powraca do rodziny w ogarniętej rewolucją Moskwie. Podczas jego nieobecności zmarła Anna. Dom Gromieków zostaje przejęty przez bolszewików i podzielony na lokale, do których dokwaterowani zostają nowi mieszkańcy. Jurij wraca do pracy w szpitalu i próbuje publikować swoją poezję. Nadchodzi zima, a z nią głód, choroby i mróz. Jewgraf, teraz funkcjonariusz Czeki, poznaje Jurija, gdy ten nielegalnie rozbiera drewniany parkan, aby móc ogrzać mieszkanie. Jewgraf informuje przyrodniego brata, że jego twórczość nie podoba się komunistycznej cenzurze i może przez to zostać aresztowany. Pomaga bratu i jego rodzinie w ucieczce poprzez wydanie niezbędnych dokumentów. Jurij, Tonia, Aleksander i Sasza wyjeżdżają w zatłoczonym wagonie bydlęcym w długą i uciążliwą podróż do odległej posiadłości ziemskiej Warykino koło Juriatina u podnóża gór Ural. Przejeżdżają przez ziemie sporne, na których grasują oddziały komunistów dowodzone przez osławionego przez stosowanie terroru Strielnikowa.
Podczas postoju Jurij oddala się od pociągu, spacerując po lesie. Natyka się na stojący na ukrytej bocznicy pociąg pancerny, którym podróżuje Strielnikow. Wzięty za zamachowca, staje przed obliczem Strielnikowa, który okazuje się być dawnym Paszą Antipowem. Podczas przesłuchania Strielnikow informuje Jurija, że porzucona przez niego żona mieszka w kontrolowanym przez Białych mieście Juriatin. Po napiętej rozmowie puszcza Żywagę wolno.
Rodzina Jurija dociera do Warykina. Okazuje się, że dom został skonfiskowany i zapieczętowany przez władze rewolucyjne, więc wprowadzają się do stojącej obok szopy, którą następnie remontują. Wiodą spokojne życie, Jurij zaczyna uprawiać rolę, w wolnych chwilach pisze wiersze, a Tonia zachodzi w ciążę. Wiosną następnego roku Jurij udaje się do biblioteki w Juriatinie, w której pracuje Lara. Zostają kochankami. Po kilku miesiącach, dręczony wyrzutami sumienia, zrywa z Larą. W drodze powrotnej do Warykina zostaje uprowadzony przez czerwoną partyzantkę i wbrew swej woli wcielony do służby jako lekarz polowy.
Po dwóch latach służby dla partyzantów, bez żadnej wieści od rodziny, decyduje się zdezerterować i po samotnej, wycieńczającej tułaczce przez kilkaset kilometrów po pokrytej śniegiem Syberii, dociera do Warykina, gdzie nikogo jednak nie zastaje. Przybywa do mieszkania Lary w Juriatinie. Ta informuje go, że po zniknięciu Jurija Tonia dowiedziała się o ich romansie i wróciła z resztą rodziny do Moskwy. Jurij następnie odczytuje list od żony, wysłany pół roku wcześniej na adres Lary. Tonia informuje go o narodzinach córki i o tym, że zostaną lada chwila deportowani z Rosji do Paryża oraz że nie żywi do niego urazy za jego pozamałżeński związek. Jurij i Lara wznawiają swój romans.
Pewnej nocy wizytę składa im Komarowski. Informuje ich, że znajdują się pod obserwacją Czeki: Jurij ze względu na dezercję i uznawaną za „kontrrewolucyjną” poezję, a Lara za bycie żoną Strielnikowa. Odrzucają ofertę pomocy od Komarowskiego i uciekają do Warykina. Tam na pewien czas znajdują spokój i szczęście. Jurij tworzy wiersze miłosne o Larze. Ta spodziewa się ich dziecka. Ponownie odwiedza ich udający się na Daleki Wschód Komarowski. Donosi, że w pobliżu schwytano zmierzającego do żony Strielnikowa, który następnie popełnił samobójstwo w drodze na egzekucję. Po wypełnieniu funkcji przynęty na Antipowa, Lara staje się celem zemsty ze strony Czeki i grozi jej bezpośrednie niebezpieczeństwo. Komarowski oferuje im pomoc w ucieczce za granicę. Jurij zgadza się, lecz sam w ostatniej chwili zostaje w Warykinie, gdyż nie chce opuszczać ojczyzny. Ciężarna Lara i Katia odjeżdżają z Komarowskim na wschód w jednym przedziale wagonu.
8 lat później, czasy rządów Stalina. Jewgraf znajduje bezdomnego i chorego na serce Jurija na moskiewskiej ulicy. Załatwia mu odzież i pracę w szpitalu. Jadąc tramwajem do pracy, Jurij dostrzega przez okno idącą chodnikiem kobietę, którą bierze za Larę. Pośpiesznie wychodzi z pojazdu, zaczyna nawoływać i gonić kobietę, lecz wkrótce doznaje gwałtownego ataku serca i umiera na ulicy. Na pogrzebie Jurija gromadzą się tłumy jego czytelników. Jest wśród nich Lara. Poznaje Jewgrafa i prosi go o pomoc w poszukiwaniach swojej i Jurija córki, która zgubiła się podczas rewolucji w Mongolii. Mimo jego wsparcia, Larze nie udaje się odnaleźć dziecka w stołecznych sierocińcach. Jewgraf traci później kontakt z Larą; domyśla się, że prawdopodobnie zginęła w jakimś obozie pracy w trakcie wielkiej czystki.
Opowieść wraca do teraźniejszości. Jewgraf wierzy, że Tonia Komarowa jest jego bratanicą, lecz dziewczyna nie jest przekonana, bo nie pamięta swoich rodziców. Gdy dziewczyna odchodzi, Jewgraf zauważa, że ta nosi ze sobą bałałajkę. Matka Jurija słynęła z gry na tym instrumencie. Okazuje się, że Tonia ma wrodzony talent do gry na bałałajce. Uśmiechnięty Jewgraf stwierdza, że „to dar”, sugerując, że Tonia musi być istotnie poszukiwaną córką Jurija i Lary.

## Obsada
- Omar Sharif – dr Jurij Andriejewicz Żywago
- Julie Christie – Larysa „Lara” Antipowa
- Geraldine Chaplin – Tonia Żywago z domu Gromieko
- Rod Steiger – Wiktor Hipolitowicz Komarowski
- Alec Guinness – generał Jewgraf Andriejewicz Żywago
- Tom Courtenay – Pasza Antipow / „Strielnikow”
- Siobhán McKenna(inne języki) – Anna Gromieko
- Ralph Richardson – Aleksander Maksymowicz Gromieko
- Rita Tushingham – Tonia Komarowa / „Dziewczyna”
- Jeffrey Rockland – Sasza
- Tarek Sharif – Jurij Żywago w wieku 8 lat
- Bernard Kay(inne języki) – bolszewik
- Klaus Kinski – Kostojed Amurskij
- Robert Rietti – Kostojed Amurskij (głos)[6]
- Gérard Tichy(inne języki) – Liberius
- Noel Willman(inne języki) – Razin
- Geoffrey Keen(inne języki) – prof. n. med. Borys Kurt
- Adrienne Corri(inne języki) – Amelia
- Jack MacGowran – Pietia

## Produkcja

### Tło historyczne
Doktor Żywago jest oparty na jedynej, zawierającej wątki autobiograficzne powieści rosyjskiego pisarza i poety Borisa Pasternaka pod tym samym tytułem. Mimo prowadzonej przez Chruszczowa polityki odwilży, cenzura nie pozwoliła na legalną publikację tego dzieła w Związku Radzieckim. Jednakże powieść krążyła w „samizdacie”, czyli w drugim obiegu. W 1956 roku Pasternak przekazał przez pośrednika manuskrypt Doktora Żywagi włoskiemu wydawcy o poglądach komunistycznych Giangiacomo Feltrinellemu, a ten w następnym roku opublikował ją we włoskim przekładzie nakładem swojej mediolańskiej oficyny. Samowolne wydanie powieści ściągnęło prześladowania na autora, już i tak znajdującego się w niełasce u władz. Pasternaka wydalono ze Związku Pisarzy ZSRR. Jego sytuacji nie polepszyło podpisanie wymuszonego oświadczenia zakazującego dalszej publikacji jego utworu za granicą. W międzyczasie książka szybko stała się sławna; przetłumaczono ją na wiele języków i stała się międzynarodowym bestsellerem. W 1958 roku Borysowi Pasternakowi przyznano literacką Nagrodę Nobla za twórczość poetycką oraz za Doktora Żywagę, jednak reżim dał mu do zrozumienia, że odebranie tego wyróżnienia będzie oznaczać dla niego emigrację. Nie chcąc opuszczać ojczyzny, odrzucił nagrodę. Zmarł dwa lata później, 30 maja 1960 roku.
W 1963 roku włoski producent filmowy Carlo Ponti nabył od Feltrinellego prawa do ekranizacji powieści. Ponti zasłynął w przemyśle filmowym realizacją La strady (1954) Frederico Felliniego i wysokobudżetowej adaptacji (1956) rosyjskiej epopei Wojna i pokój Lwa Tołstoja w reżyserii Kinga Vidora. Producent zainteresował tym projektem Roberta O’Briena, prezesa amerykańskiej wytwórni Metro-Goldwyn-Mayer. Ponti obiecał mu angaż brytyjskiego reżysera Davida Leana, specjalisty od epickich widowisk, twórcę Mostu na rzece Kwai (1957) i Lawrence’a z Arabii (1962). Lean właśnie ukończył pracę drugiego reżysera w Opowieści wszech czasów (1965) i wstępnie planował realizację filmu biograficznego o Leonardo da Vincim. Ponti wysłał mu egzemplarz powieści, a ten po pierwszej lekturze był nią oczarowany. Lean zgodził się zostać reżyserem Doktora Żywagi z następującymi zastrzeżeniami: z góry otrzyma część honorarium, a później kilka procentów dochodów filmu, scenarzystą zostanie Robert Bolt, a Ponti nie będzie ingerować w proces twórczy. Zgodnie z umową wstępną budżet filmu oszacowano na 11 mln dolarów. W sierpniu 1963 roku oficjalnie poinformowano o przejęciu przez MGM praw do ekranizacji za kwotę 450 tys. dolarów.

### Scenariusz
Bolt bez zbytniego respektu podszedł do materiału źródłowego. W swoim dzienniku napisał: „Opowieść jest drugorzędna, ale styl autora jest dobry [...]. Fabuła jest prosta: mężczyzna kocha kobietę, lecz żeni się z inną. Sęk polega na tym, że czytelnicy wcale nie winią go za to”. Sam Lean
kochał jedną kobietę (Barbarę Colę, członkinię ekipy filmowej), lecz był żonaty z inną (Leilą Lean), więc dylematy Jurija Żywagi były mu bliskie. Prace nad scenariuszem rozpoczęły się latem 1963 roku w Wenecji, gdzie mieszkał reżyser. Bolt i reżyser blisko współpracowali ze sobą. Prace opóźniły się znacząco z powodu rozwodu Bolta. Dodatnim utrudnieniem był epicki rozmach powieści, który należało ująć w rozsądne ramy czasowe filmu. Bolt ocenił, że gdyby zekranizowano całą książkę, od pierwszej do ostatniej strony, taki seans zająłby 52 godziny.
W kwietniu 1964 roku Bolt przekazał 50-stronicowy szkic scenariusza wydziałowi scenariuszy MGM, który wydał wstępną zgodę. Potem nastąpiła kolejna przerwa, spowodowana przez ślub Bolta i pracę nad innymi projektami. Prace nad scenariuszem wznowiono w Madrycie w listopadzie 1964 roku. Pojawiła się dodatkowa trudność związana z zakończeniem, ponieważ w zwieńczeniu powieści występuje luka czasowa: po śmierci Lary następuje przeskok do wydarzeń rozgrywających się w czasie II wojny światowej. Dla zachowania spójności fabuły postanowiono wprowadzić postać narratora, na którego wybrano Jewgrafa Żywagę, który stał się życzliwym oficerem KGB. W związku z tym gruntownie zmieniono część wydarzeń, a większość opowieści przedstawiono w formie retrospekcji komentowanej przez Jewgrafa. Dodatkowo Lean z góry uznał, że film nie będzie skupiał się na obecnych na kartach powieści wątkach politycznych i historycznych, a rewolucja i inne dziejowe kataklizmy będą służyć jedynie za tło historii miłosnej. Lean stwierdził: „nie jestem filozofem. Moim zadaniem jest dawać ludziom rozrywkę”. Dodano lub zmieniono niektóre sceny względem powieści, np. zupełnie inaczej przedstawiono pierwsze spotkanie Lary i Jurija. Ze względu na nałożony nacisk na wątek romantyczny, zmiany te wydały się reżyserowi uzasadnione. Prace nad scenariuszem dobiegły końca w lutym 1965 roku, gdy prace na planie zdjęciowym szły już pełną parą. Ostatecznie ponad 500-stronicową powieść zredukowano do 284-stronicowego scenariusza.

### Dobór obsady i ekipy
Proces doboru obsady zaczął się jesienią 1964 roku, gdy scenariusz nie był jeszcze ukończony. Od samego początku Ponti pragnął, aby rola Lary przypadła jego żonie – Sophii Loren. Aktorka nie zaliczyła jednak przesłuchania; Lean uznał, że 30-letnia Loren wygląda zbyt dojrzale i zmysłowo jak na postać, która na początku opowieści jest niewinną, 17-letnią dziewicą. MGM zaproponowało kilka kandydatek, m.in. Yvette Mimieux i Jane Fondę. W trakcie seansu komedii Billy kłamca (1963) Johna Schlesingera wzrok Leana przykuła występująca w tym obrazie młoda aktorka Julie Christie i od razu wiedział, że będzie pasować do postaci Lary. W tym samym filmie główną rolę zagrał Tom Courtenay, który również zwrócił na siebie uwagę Leana. Początkowo w młodego rewolucjonistę Paszę Antipowa miał wcielić się Terence Stamp, lecz ostatecznie reżyser wybrał Courtenaya. Do zagrania ról drugoplanowych zaprosił uznanych brytyjskich aktorów, z którymi miał już okazję pracować w przeszłości: Aleka Guinnessa i Ralpha Richardsona. „Nie jestem godzien stać obok nich”, stwierdził Lean. Guinness nie od razu przyjął ofertę zagrania w filmie, ponieważ podczas nagrywania Lawrence’a z Arabii dochodziło do nieporozumień między nim a reżyserem. Na dodatek rola Jewgrafa, będącego jednocześnie narratorem, nie przypadła mu do gustu. Wolał bowiem wcielić się w postać Aleksandra Gromieki, którą uważał za bliższą swojemu stylowi, lecz Leanowi udało się go przekonać do swojego stanowiska. Do roli Wiktora Komarowskiego reżyser wybrał Roda Steigera, który miał okazać się jedynym amerykańskim aktorem w obsadzie. Na okładce magazynu o modzie Lean zauważył zdjęcie młodej tancerki Geraldine Chaplin i zaprosił ją do zagrania roli Toni Gromieki, będącej zarazem jej debiutem w filmie anglojęzycznym. Z tej okazji wysłał nawet list gratulacyjny do jej rodziców: Charlesa Chaplina i Oony O’Neill.

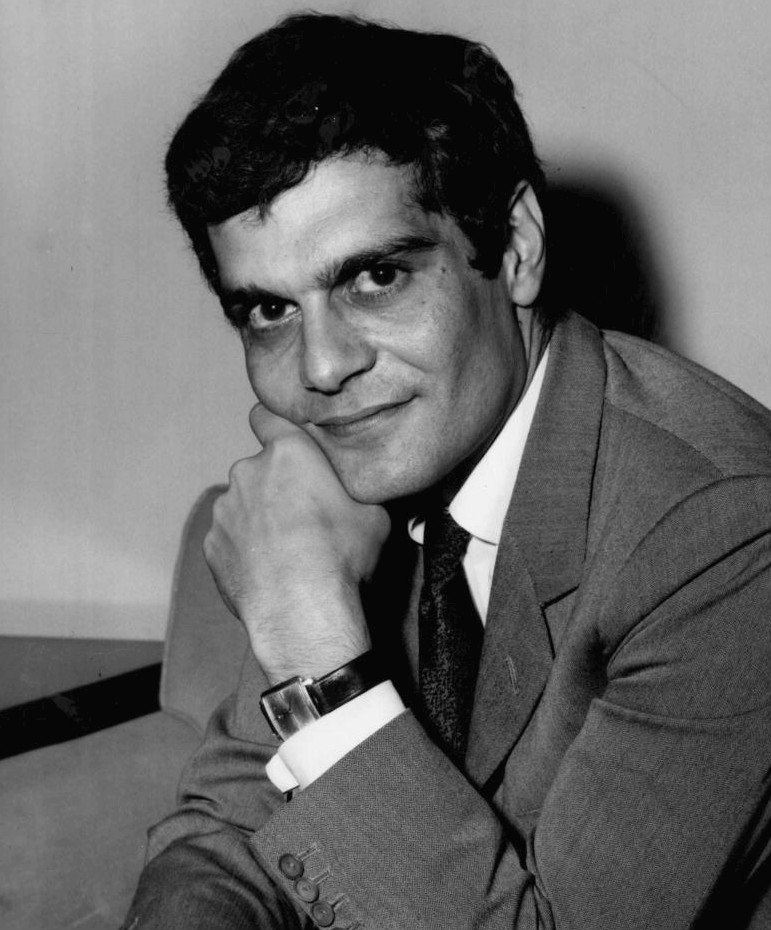
Egipskiego aktora Omara Sharifa wybrano do zagrania tytułowej roli rosyjskiego lekarza i poety Jurija Żywagi; zdjęcie z 1963

Obsadzenie tytułowej roli nastręczyło pewnych problemów. Peter O’Toole, któremu wysłano scenariusz, grzecznie odmówił, sugerując, że po roli T.E. Lawrence’a nie ma zamiaru ponownie spędzić dwóch lat w dziczy wspólnie z Davidem Leanem. Zresztą aktor i tak nie był dostępny, gdyż rozpoczynał zdjęcia do Nocy generałów (1967). Rozważano kandydatury Paula Newmana i Maksa von Sydowa. Barbara Cole podsunęła Leanowi opcję zaangażowania Omara Sharifa, który zagrał drugoplanową rolę w Lawrensie z Arabii. Gdy Sharif otrzymał ofertę, zaskoczony długo nie mógł uwierzyć w jej powagę. Był Egipcjaninem o ciemnej karnacji, zupełnie niepasującej do urody typowego Rosjanina. Lean przekonał go, że dzięki odpowiedniej charakteryzacji i makijażowi będzie wyglądał wiarygodnie w tej roli. Aktor wspominał później, jak wiele wysiłku kosztowało makijażystkom nadanie jego twarzy słowiańskich rysów podczas okresu zdjęciowego, aczkolwiek wschodnia twarz nadawała Jurijowi Żywadze w jego wykonaniu osobliwego kolorytu.
W ten sposób wykrystalizował się zespół składający się z młodych (Christie, Chaplin, Tushingham) i uznanych (Guinness, Richardson) aktorów, co było po myśli reżysera. Kierownictwo wytwórni nie popierało takiego wyboru, optując za zaangażowaniem popularnych gwiazd filmowych, ale zdaniem Leana ryzyko zatrudnienia początkujących aktorów do wysokobudżetowego widowiska było warte podjęcia, gdyż – jak sądził – współpraca z doświadczonymi artystami sprawia, że rodzi lub rozwija się nowy talent.
Trzon ekipy filmowej stanowi specjaliści, z którymi Lean miał okazję pracować nad Mostem na rzece Kwai i przy Lawrensie. Stanowili go: scenograf John Box, bez którego Lean nie mógł się obyć, kostiumograf Phyllis Dalton i kompozytor Maurice Jarre. Mimo to kluczowe stanowiska operatora i montażysty musiały zostać obsadzone nowymi ludźmi, gdyż dotychczasowi współpracownicy byli zajęci pracą nad innymi produkcjami. Norman Savage był asystentem Anne V. Coates przy Lawrensie, a teraz został samodzielnym montażystą, gdyż Coates zobligowała się do pracy przy Młodym Cassidym (1965). Lean liczył, że autorem zdjęć zostanie Freddie Young, ale ten z kolei zobowiązał się do pracy nad Chartumem (1966). Zamiast niego wybrał na to stanowisko Nicolasa Roega, który był operatorem w drugiej ekipie przy Lawrensie.
Zaangażowano ponad 10 tysięcy hiszpańskich statystów. Film zrealizowano z rozmachem; do nakręcenia sekwencji batalistycznych lub pochodów zatrudniano tłumy statystów. W niektórych scenach ich liczba przekraczała 3 tysiące.

### Szukanie plenerów

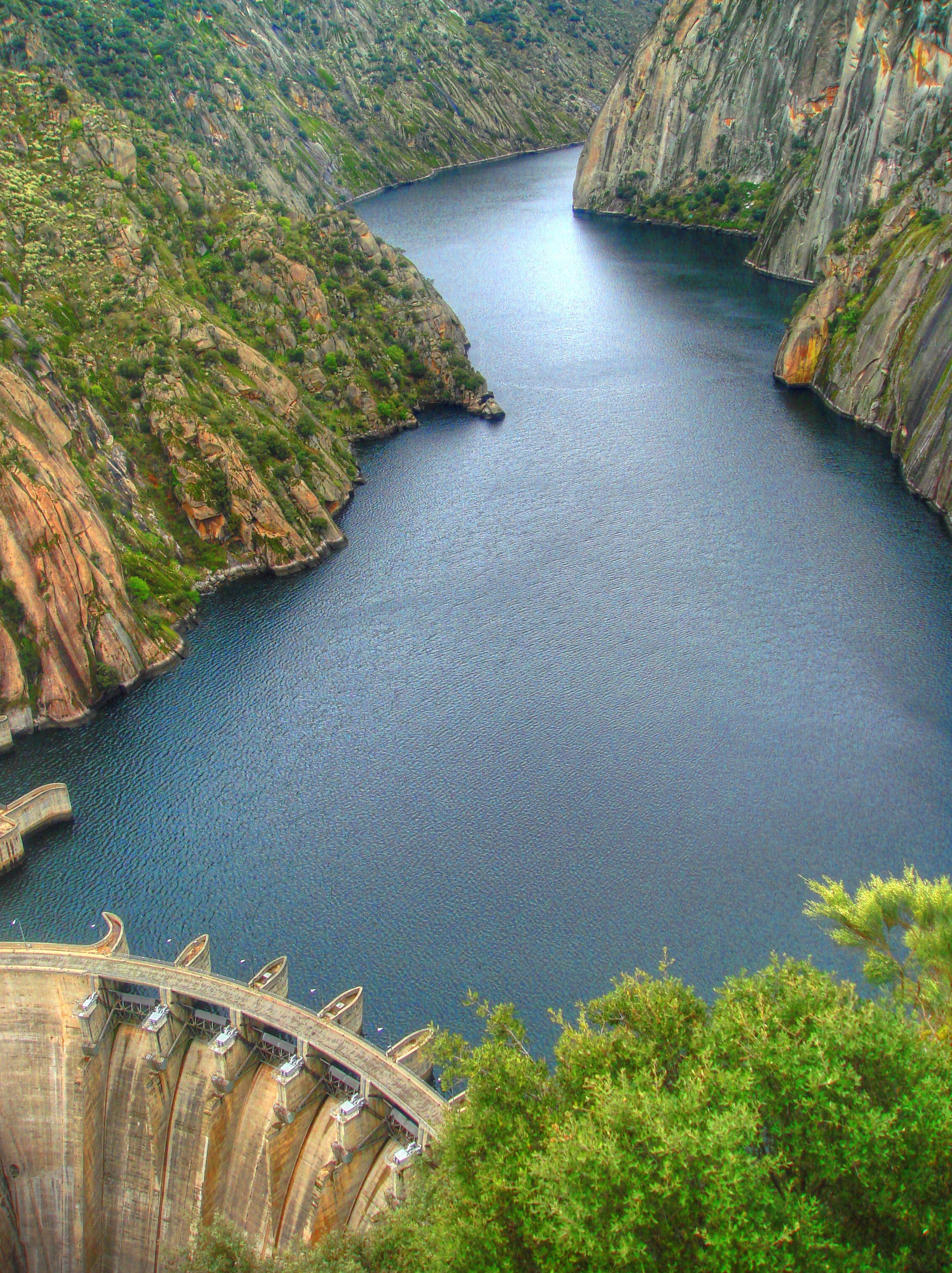
Pierwsze i ostatnie sceny filmu zrealizowano w pobliżu zapory Aldeadávila na granicy Hiszpanii i Portugalii; zdjęcie z 2008

Carlo Ponti od początku zdawał sobie sprawę, że istnieją nikłe szanse na to, że komunistyczne władze zgodzą się na powstanie filmu na terenie Rosji, gdzie toczy się akcja powieści. Pomimo tego postanowił spróbować i drogą dyplomatyczną wysłał oficjalną prośbę do władz Związku Radzieckiego. Stanowcza odmowa z ich strony rozwiała wszelkie nadzieje producenta. Lean i Box przemierzyli wspólnie ponad 10 tys. mil w poszukiwaniu odpowiednich plenerów. Myśleli o nakręceniu filmu w Jugosławii, lecz ze względu na rozbudowaną biurokrację w tym kraju zrezygnowano z tego pomysłu. Rozpatrywano opcję Finlandii, lecz na jej niekorzyść przemawiał fakt, iż w pobliżu nie znajdowało się dość duże studio zdolne do pomieszczenia produkcji na tak wielką skalę. Ostatecznie zdecydowano się na kompromis. Główna ekipa miała kręcić zdjęcia w popularnym wśród filmowców w latach 60. XX wieku podmadryckim kompleksie CEA, a w Finlandii (na zamarzniętym jeziorze Pyhäselkä koło Joensuu w pobliżu granicy z ZSRR) nagrane zostać miały zimowe zdjęcia plenerowe. W sierpniu 1964 roku w leżących na obrzeżach stolicy Hiszpanii Canillejas na 4 ha terenu rozpoczęto wznosić konstrukcję udającą Moskwę z początków XX wieku. Około 800 robotników zbudowało od podstaw dwie równolegle położone wobec siebie ulice. Jedna z nich reprezentowała dzielnicę elit, położono na niej zdatne do użytku tory tramwajowe i kończyła się na pełnowymiarowych replikach Placu Czerwonego, Kremla i Soboru Wasyla Błogosławionego. Natomiast druga przedstawiała ulicę ubogich prowadzącą do fabryki z kominem. Każda z nich liczyła ok. 600 metrów długości. Trzy konstrukcje nie były samymi fasadami, lecz prawdziwymi budynkami z urządzonymi wnętrzami, gdyż nagrywano w nich sceny rozgrywające się w mieszkaniach bohaterów. Specjaliści od reklamy podkreślali, że plan Doktora Żywago to największy plan w historii kinematografii.

### Okres zdjęciowy
Pierwszy klaps na planie padł 28 grudnia 1964 roku. Pierwsza nakręcona scena przedstawiała pogrzeb matki Jurija Żywagi. Nieoczekiwanie dla twórców, finansująca całość produkcji wytwórnia MGM postanowiła zaoszczędzić i zadecydowała, że film nie zostanie zrealizowany na drogiej taśmie 70 mm (jak poprzednie dzieła Leana), lecz w tańszym systemie Panavision 70. Obraz nakręcono zatem na błonie 35 mm w formacie anamorfotycznym o proporcjach 2,20:1, który następnie w procesie postprodukcji optycznie powiększono, przenosząc na taśmy 70 mm, aby móc pokazywać film w bardziej ekskluzywnych kinach.
Jednym z najistotniejszych problemów podczas początkowej fazy realizacji filmu były nieustanne spory między reżyserem a operatorem Nicolasem Roegiem. Lean chciał, aby ujęcia były utrzymane w chłodnych i ponurych tonacjach. Nawet sceny miłosne miały być ujęte bez typowego ciepła, lecz z aurą rozpaczy. Wizja filmu według Roega była zupełnie odmienna – chciał, aby barwy filmu były bardziej optymistyczne. Konflikt ten doprowadził do poważnej kłótni. Lean poczekał, aż Ponti wykupi usługi Freddiego Younga od producentów Chartumu i zaprosił go na plan Doktora Żywagi, zwalniając przedtem Roega.

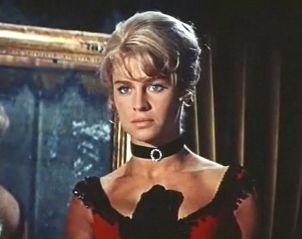
Julie Christie początkowo odmówiła zagrania w scenie uwodzenia Lary przez Komarowskiego, będąc ubraną w szkarłatną suknię, bo uważała, że wygląda w niej na nierządnicę. Została jednak przekonana, że właśnie tak Larę postrzega Komarowski, który podarował jej ten strój, a niezadowolenie na jej twarzy będzie odpowiednie w tej sytuacji

Ogólnie rzecz biorąc, na planie filmowym między Leanem a młodymi aktorami panowało obopólne zrozumienie, choć początkowo Lean wymagał od nich postępowania ściśle według jego instrukcji. Christie mówiła o Leanie jak o wspaniałym nauczycielu, dzięki któremu była w stanie wykorzystać pełnię swojego talentu, tym bardziej, iż młodzi aktorzy obawiają się współpracy z artystą o reputacji mistrza. Styl reżyserski Leana opierał się na tworzeniu w swoim umyśle pewnej wizji filmu, przenoszeniu go na scenariusz, a następnie jego ścisłej realizacji, bez miejsca na improwizację. Jak mówił aktorom: „wątpię, abyście mogli w ciągu ułamku sekundy wymyślić coś lepszego niż to, co przygotowaliśmy z dużym wyprzedzeniem”. Stąd dużą uwagę przykładał do wcześniejszego, skrupulatnego przygotowania planu zdjęciowego, włącznie z ustawieniem oświetlenia i rozkładem wszystkich elementów tworzących mise-en-scène. Bardzo cenił wagę prób i nigdy nie żałował na nie czasu. Aczkolwiek czasami przychylał się do opinii aktorów. Podczas nagrywania sceny, gdy Komarowski całuje Larę podczas podróży saniami, Steiger zauważył, że brakuje w niej wymaganego efektu zaskoczenia, gdyż Christie jest przygotowana na gest Steigera. Aktor w tajemnicy przed partnerką ekranową namówił reżysera, aby ten pozwolił mu na dodatkowy, niewynikający ze scenariusza pocałunek francuski. W kolejnym ujęciu nieświadoma Christie była wstrząśnięta tupetem Steigera, więc zabieg ten odniósł zakładany skutek. Analogiczny zabieg Steiger zastosował w scenie, w której Lara policzkuje obrażającego ją Komarowskiego. Steiger zaimprowizował reakcję Komarowskiego na ten gest polegającą na uderzeniu twarzy Lary rękawiczkami. Zaskoczenie i przerażenie na twarzy Christie były autentyczne, więc reżyser zachował to ujęcie w ostatecznej wersji filmu.
Natomiast z bardziej doświadczonymi aktorami powstawały pewne tarcia, zwłaszcza z Alekiem Guinnessem, znanym z twardego charakteru. W niektórych scenach Lean wymagał od niego bardziej emocjonalnej gry. Guinness obstawał jednak przy swoim, powtarzając swój ulubiony aforyzm: „mniej znaczy więcej”. Aktor był później niezadowolony ze swojego występu w Doktorze Żywago i umniejszał umiejętności Davida Leana jako reżysera. Z niespodziewanym problemem do reżysera zwrócił się z kolei Omar Sharif. Jego zdaniem nikt z ekipy nie oceniał jego gry, nikt nie komentował jej pozytywnie ani negatywnie. Twierdził, że mimo grania roli pierwszoplanowej, w samym filmie jest raczej statystą i nikt nie zwraca na niego uwagi. Lean zapewnił go, że „Jurij Żywago jest obserwatorem opowieści; powieść i scenariusz są skonstruowane w ten sposób, że wszystkie wydarzenia w nich zawarte są widziane jego oczyma. Kiedy film pojawi się na ekranach, bez wątpienia uwaga wszystkich widzów będzie skupiona na tobie”. Gorące uczucia między Larą i Jurijem nie przekładały się na stosunki odtwórców tych ról poza planem zdjęciowym. Christie i Sharif nie przepadali za sobą i po zakończeniu prac nad filmem już się ponownie nie spotkali.

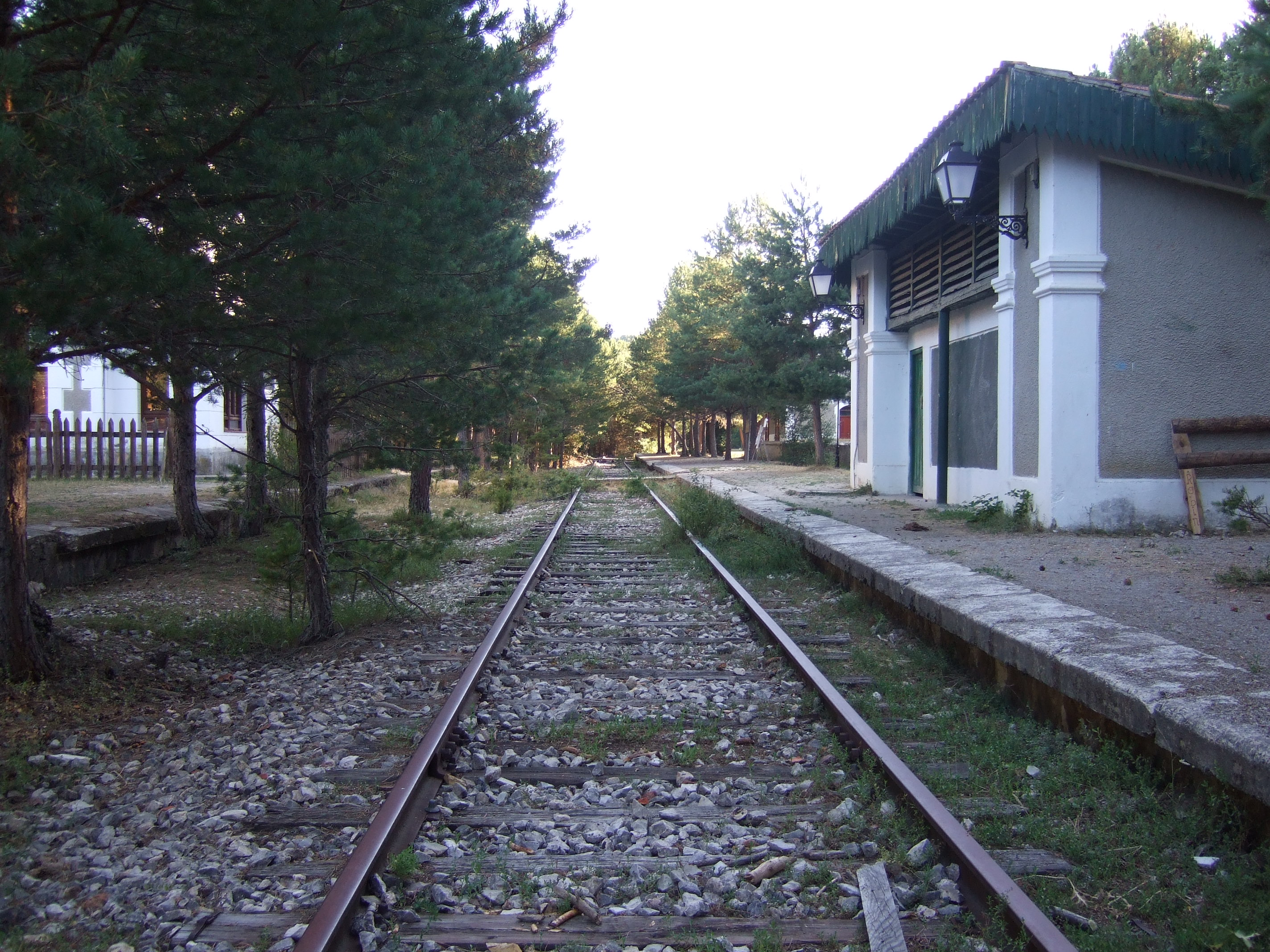
Stacja kolejowa w Navaleno w Sorii została wykorzystana podczas realizacji filmu; zdjęcie z 2008

Najtrudniejsza scena podczas okresu zdjęciowego przydarzyła się podczas realizacji sceny przejazdu rodziny Jurija przez spaloną przez ludzi Strielnikowa wieś na drodze do Warykina. W wagonie towarowym, w którym znajdował się Omar Sharif, zamontowano kamerę rejestrującą wydarzenia niejako z punktu widzenia Żywagi. Chłopka (grana przez Lili Muráti) musiała dobiec do pociągu, podać Jurijowi niemowlę (tj. lalkę) i bez zatrzymywania się wskoczyć do środka. Trzymający ją za rękę Sharif miał jej w tym pomóc. W pewnym momencie aktor nie zdołał jej utrzymać i Muráti spadła pod pociąg. Natychmiast zatrzymano kamerę i pojazd. Na szczęście aktorka nie wpadła pod koła, mimo to złamała 2 kości w nodze. Lean nakazał odwieźć ją do szpitala, a także niezwłocznie ubrać i ucharakteryzować dublerkę, aby nie opóźniać realizacji tej trudnej technicznie sceny. Lean później skomentował swoją bezwzględność w tej sytuacji słowami: „operacja wojskowa nie powinna się opóźniać z powodu straty pojedynczego żołnierza”. Ujęcie z wpadającą pod pociąg Muráti znalazło się w ostatecznej wersji filmu. Podczas powstawania zdjęć zdarzały się też i inne incydenty. Podczas realizacji pokojowej demonstracji przeciwko polityce cara, tłum miał śpiewać jakąś pieśń rewolucyjną. Konsultant ds. rosyjskich Andrew Mollo wybrał „Międzynarodówkę”, sądząc, że została ona zapomniana w rządzonym od 1936 roku przez Franco kraju, gdzie partia komunistyczna była zdelegalizowana. Patrol policji ze zdumnieniem obserwował jak 2 tys. statystów maszerujących z czerwonymi flagami śpiewa „Międzynarodówkę”. Funkcjonariusze zostali uspokojeni, dopiero gdy wytłumaczono im, że dzieje się to wyłącznie na potrzeby filmu historycznego.

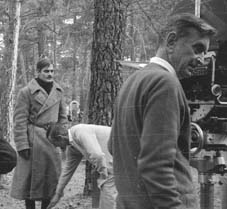
Omar Sharif i reżyser David Lean na planie zdjęciowym w lesie koło San Leonardo de Yagüe

Film kręcono w trudnych, skrajnych warunkach. Okres zdjęciowy trwał w sumie niespełna 10 miesięcy i niektóre sceny zimowe trzeba było nagrać latem. Temperatura w Hiszpanii o tej porze roku sięgała 47 °C w cieniu, a przyczepy ekipy nie były wyposażone w klimatyzację. Szczególnie nieprzyjemne dla aktorów były sceny, w których byli odziani w skórzane futra. Bolt usprawiedliwiał się później, że gdy pisał scenariusz, nie brał pod uwagę pory roku ani miejsca, w których miałyby powstawać zdjęcia. Kostiumograf Phyllis Dalton musiała nieustannie kontrolować aktorów i statystów występujących w scenach zimowych, aby nie „zapominali” wkładać ciepłych ubrań w kolejnych ujęciach. Na potrzeby sceny przedstawiającej rozkwitającą łąkę zakupiono, a następnie zasadzono ponad 7 tys. żonkili sprowadzonych z Holandii. Ze względu na wyjątkowo ciepłą zimę w Hiszpanii zaczęły kiełkować już w styczniu, szybciej niż było planowane. Ogrodnicy musieli pośpiesznie je wykopać i w doniczkach przenieść w chłodniejsze miejsce.
Sceny rozgrywające się w posiadłości Warykino nagrano w prowincji Soria, leżącej ok. 150 km na północ od Madrytu. To tam wzniesiono szopę, w której Żywago z rodziną spędzili zimę oraz słynny „pałac lodowy”. Zazwyczaj w tym rejonie Hiszpanii w grudniu spada śnieg, który w dużych ilościach utrzymuje się do marca, lecz zima przełomu 1964 i 1965 roku była tam niemal bezśnieżna. Filmowcy musieli wpaść na inne rozwiązanie. Śnieg zastąpiono mlekiem wapiennym, białą farbą i kilkaset tonami pyłu marmurowego z pobliskiego kamieniołomu, który wysypano na ziemię. Wnętrza pałacu skonstruowano w madryckim studiu. Dla Johna Boksa inspiracją do jego stworzenia było zdjęcie przedstawiające Roberta F. Scotta drżącego z zimna w nieszczelnej chacie podczas wyprawy na Antarktydę. Lodowe kształty uzyskano dzięki natychmiastowemu polaniu lodowatą wodą rozgrzanej parafiny rozlanej na znajdujące się wewnątrz meble i wyposażenie oraz dodatkowym pomalowaniu białą farbą i posypaniu warstwą rozdrobnionej miki.
Starannego przygotowania wymagało nakręcenie zbliżenia, w którym położona obok okna zapalona świeca, roztapia okręg w skutej lodem szybie, przez który widać postać Lary. Naturalny lód zastąpiono warstwą zestalonego dwutlenku węgla, który roztopiono za pomocą niewidocznej w kadrze suszarki do włosów. Natomiast kawałki miki udawały bryłki lodu. Nakręcenie sekwencji szarży czerwonoarmijnej kawalerii po zamarzniętym jeziorze w środku hiszpańskiego lata wymagało sporej pomysłowości i wysiłku. W tym celu wysypano cement na rozległą płaską przestrzeń, na który potem wyłożono (w niektórych miejscach) arkusze żelaza oraz tysiące ton pyłu marmurowego. Niczym na prawdziwym zamarzniętym jeziorze powierzchnia pękała pod ciężarem pędzącej kawalerii. Reżyserowi zależało również na uzyskaniu efektu naturalnego poślizgu koni na tafli lodu, zaczerpniętego z sekwencji „bitwy na lodzie” z Aleksandra Newskiego (1938) w reżyserii Siergieja Eisensteina. Uzyskano go dzięki sprasowaniu pyłu marmurowego przez walec parowy.
Wszystkie wymienione wyżej czynniki przełożyły się na przekroczenie zakładanego budżetu i zwłokę w harmonogramie prac. Na początku marca 1965 roku plan w Madrycie skontrolował Robert O’Brien z ramienia wytwórni MGM. Pomimo wszystkich problemów był zadowolony z dotychczas zrealizowanego materiału i zaakceptował powiększenie budżetu. Stwierdził: „aby film otrzymał Oscara, wystarczą tak naprawdę tylko 3 wspaniałe ujęcia” i generalnie uspokoił reżysera. Ostatecznie budżet filmu sięgnął kwoty 15 milionów dolarów.

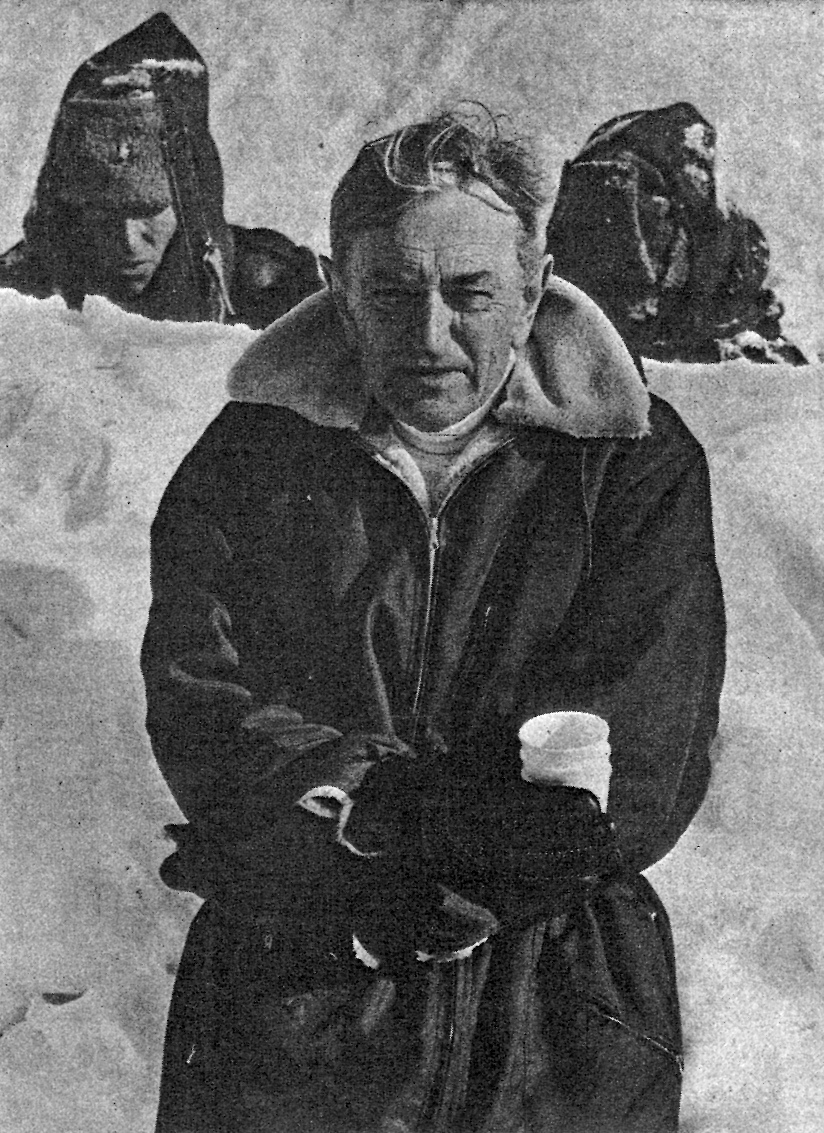
David Lean podczas realizacji zdjęć plenerowych w Finlandii

W połowie marca 1965 roku obsada i ekipa filmowa przeniosły się do Finlandii, do miasteczka Joensuu, leżącego około 370 km na północny wschód od Helsinek i ok. 60 km od granicy ze Związkiem Sowieckim. „Byliśmy najbliżej Rosji, jak było to możliwe”, wspominał Lean. Powstały tam panoramiczne ujęcia ukazujące rosyjską zimę, sekwencję dezercji Jurija Żywagi z czerwonej partyzantki i jego drogi powrotnej do domu. Fińskie koleje państwowe użyczyły filmowcom 32 wagony i 2 lokomotywy, które udekorowano na rosyjskie parowozy z początku XX wieku. Tory kolejowe, na których poruszały się te pojazdy, zostały położone w 1940 roku podczas wojny zimowej. Zdjęcia nagrywano na zamarzniętym jeziorze Pyhäselkä, w temperaturze sięgającej około –40 °C. Z tego powodu, a także ze względu na krótką w zimie widoczność Słońca na nieboskłonie, można było tam pracować jedynie od 4 do 6 godzin dziennie, co spowalniało postęp prac. 28 marca ekipa filmowa powróciła do Hiszpanii, do studia CEA, aby kontynuować zdjęcia. Równocześnie Lean wysłał drugi zespół do Kanady, aby nakręcił tam pewne ujęcia plenerowe, bez udziału członków głównej obsady. Sceny z prologu i epilogu filmu zrealizowano w pobliżu elektrowni zaporowej Aldeadávila koło Salamanki.

### Montaż, premiera i dystrybucja
Ostatni klaps na planie padł 7 października 1965 roku, po 232 dniach nagrywania filmu. Nawet jak na hollywoodzkie standardy był to stosunkowo długi okres. Pierwotnie premierę Doktora Żywagi zaplanowano na marzec 1966 roku, jednakże kierownictwo MGM naciskało na Leana, aby ten zdążył z montażem na grudzień 1965 roku, pod względem ekonomicznym tradycyjnie najlepszy okres w roku dla branży filmowej. O’Brien przekonywał go, że zarezerwował już kina w Nowym Jorku i Los Angeles, aby film mógł być brany pod uwagę w kontekście Oscarów. Prezes wytwórni był przekonany, że Doktor Żywago bez problemu otrzyma kilka tych nagród, co będzie atutem w kontekście promocji i pozytywnie przełoży się na wynik finansowy. Metro-Goldwyn-Mayer po kosztownych klapach Buntu na Bounty (1962) i kilku innych filmów niezmiernie potrzebowało sukcesu. Reżyser w pierwszym odruchu odrzucił tę propozycję, lecz po dłuższym zastanowieniu, zgodził się. MGM stworzyło Leanowi i pomagającemu mu montażyście Normanowi Savage’owi dogodne warunki pracy na terenie siedziby wytwórni w kalifornijskim Culver City. Po 10 tygodniach niezwykle wytężonej pracy pod presją czasu, w dzień i noc, przez 7 dni w tygodniu, udało im się z liczącego 31 godzin materiału roboczego zmontować 197-minutowy film. Równolegle realizowano prace nad nagrywaniem ścieżki muzycznej. Ukończono ją 14 grudnia, na 8 dni przed światową premierą filmu. Do ostatniej chwili Lean poprawiał premierową wersję Doktora Żywagi; szpula z filmem dotarła do Nowego Jorku dopiero na dzień przed premierą.

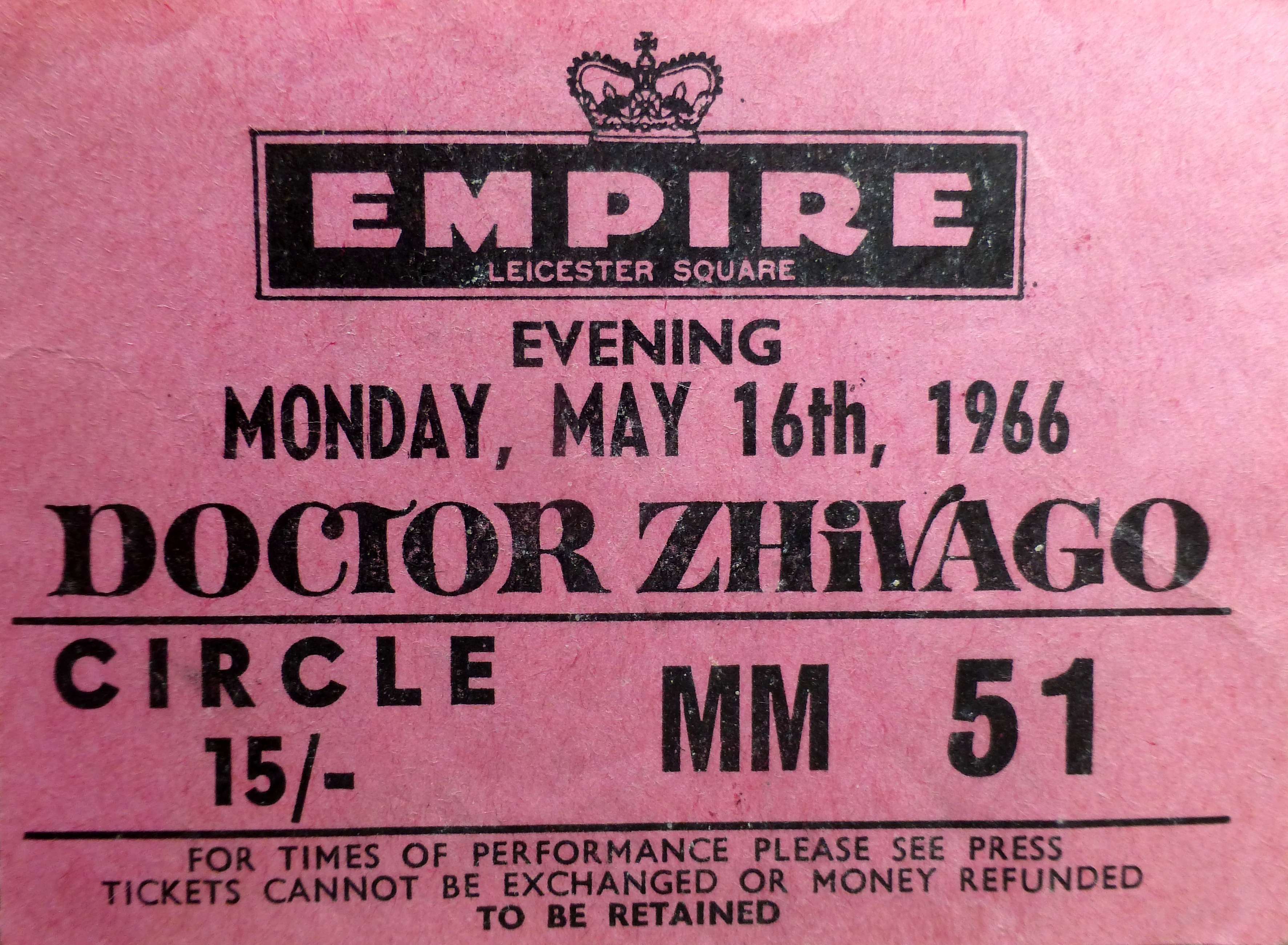
Pochodzący z maja 1966 roku bilet kinowy na seans Doktora Żywagi

Po pierwszym pokazie filmu reakcja widowni była powściągliwa. Niektórzy widzowie na pokazie prasowym z trudem wytrzymali do końca długiego seansu. Zaraz po premierze filmu MGM zorganizowało wystawne przyjęcie. Gdy około północy pojawiły się pierwsze gazety z recenzjami filmu, ku rozgoryczeniu Leana wielu gości pośpiesznie opuściło zabawę. Pierwotne reakcje krytyków były bowiem mieszane albo negatywne. MGM również miało pewne zastrzeżenia do montażu, ale ogólnie było zadowolone z samego filmu. O’Brien postanowił powiększyć budżet kampanii reklamowej o dodatkowy milion dolarów. Po Nowym Roku Lean i Savage wrócili do pracy nad montażem. Wersja filmu, która pojawiła się na ekranach kin trwała 180 minut, czyli o 17 mniej niż wersja premierowa. Lean nie wyrzucił całkowicie jakiejkolwiek sekwencji, lecz jedynie skracał lub przyspieszał mniej istotne ujęcia o kilka bądź kilkanaście sekund. Przez pierwsze 2 tygodnie sale kinowe świeciły pustkami, jednakże gdy nowa wersja filmu zastąpiła starą, sytuacja zmieniła się diametralnie. Również efekty nowej kampanii reklamowej i równoczesny sukces albumu ze ścieżką dźwiękową, który stał się bestsellerem, przyczyniły się do znacznego wzrostu popularności filmu. Film zaczął przyciągać rzesze ludzi. W dalszej perspektywie dużą, korzystną rolę odegrały również pozytywna reakcja ze strony widzów i związane z nią działanie poczty pantoflowej.
W ZSRR zarówno powieść, jak i film były objęte cenzurą. Dzieło Pasternaka po raz pierwszy legalnie pojawiło się na radzieckim rynku wydawniczym dopiero w 1988 roku, na fali pieriestrojki i głasnosti. Natomiast film po raz pierwszy na ekranach rosyjskich kin pojawił się jeszcze później, bo w 1994 roku. Kolejne wydania Doktora Żywagi na nośnikach optycznych i cyfrowych oraz powstawanie różnych materiałów dokumentalnych na temat filmu i procesu jego powstawania, przyczyniły się do wzrostu zainteresowania nim ze strony krytyków i historyków kina.

## Odbiór

### Oscary
Pomimo niezbyt pochlebnych recenzji, Doktora Żywagę nagrodzono licznymi nagrodami. W lutym 1966 roku podczas 23. ceremonii wręczenia Złotych Globów film otrzymał 5 statuetek za zwycięstwa w kluczowych kategoriach. Lean z optymizmem podchodził do gali oscarowej, ponieważ cieszył się poważaniem wśród członków akademii, gdyż zdążył już zostać laureatem dwóch nagród za swe poprzednie obrazy.
Film przystępował z 10 nominacjami do 38. ceremonii wręczenia Oscarów, która odbyła się 18 kwietnia 1966 roku. Historycy kina ocenili ówczesną rywalizację jako stosunkowo słabą. Za najpoważniejszych konkurentów uważano Dźwięki muzyki (1965) Roberta Wise’a i Statek szaleńców (1965) Stanleya Kramera. Osobiście Lean miał nadzieję na wygraną w kategorii najlepszy reżyser, lecz stało się inaczej. Statuetki w najbardziej prestiżowych kategoriach powędrowały do innych filmów, przede wszystkim do Dźwięków muzyki. Mimo że film Wise’a w całości nakręcono na taśmie 70 mm, Oscara za najlepsze zdjęcia kolorowe przyznano Freddiemu Youngowi. Statuetkę w zastępstwie za nieobecnego operatora odebrała Inger Stevens. Z kolei nagrodę w imieniu Roberta Bolta odebrał Lean, gdyż scenarzyście odmówiono prawa wjazdu na terytorium Stanów Zjednoczonych ze względu na jego kryminalną przeszłość. Julie Christie otrzymała Oscara dla najlepszej aktorki pierwszoplanowej nie za Doktora Żywagę, lecz za film Darling (1965). Rola Lary stała się kamieniem milowym w jej karierze, choć później już nie powtórzyła sukcesów osiąganych w tamtym okresie. Do rąk twórców Doktora Żywagi trafiło ostatecznie 5 statuetek, co obok Dźwięków muzyki stanowiło największą liczbę nagród przyznanych pojedynczemu filmowi w tamtym roku.

### Recenzje

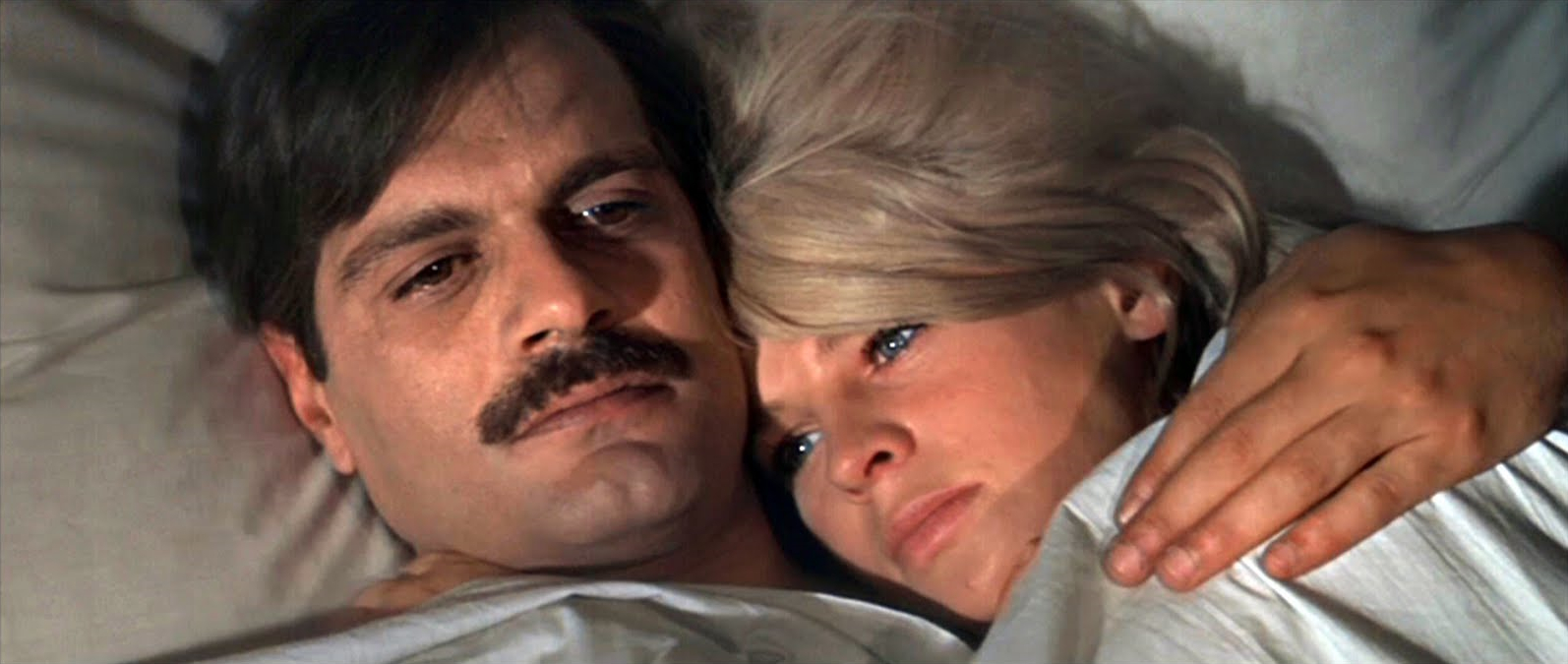
Jurij Żywago (Omar Sharif) i Lara (Julie Christie) w kadrze z filmu. Nacisk na wątek melodramatyczny stał się jednym z głównych punktów krytyki ze strony amerykańskich recenzentów

Już przed premierą Doktora Żywagi porównywano go do Przeminęło z wiatrem (1939) na lodzie. Recenzje jednak w zdecydowanej większości były mieszane bądź negatywne. Ostrze krytyki skupiło się na długości filmu oraz, zdaniem krytyków, jego „zbytniej melodramatyczności”. Roger Ebert przytoczył opinię ówczesnych recenzentów: to pocztówkowy obraz rewolucji i zgodził się z zarzutem, że fabuła filmu wlecze się znikąd donikąd, pomimo niezwykłych wysiłków w celu oddania na ekranie krajobrazu i ducha Rosji. Pauline Kael skrytykowała zamiłowanie Leana do wznoszenia imponujących scenografii jako prymitywną.
Scott Rosenberg określił Doktora Żywagę mianem olśniewająco wydłużonej opery mydlanej i najsłabszej w gronie trylogii filmów epickich Leana. Zauważył również, że tragedie narodu rosyjskiego z początków XX wieku czasami wydają się służyć ledwie jako tło dla zawiłego, pulsującego romansu oraz pokazu futrzanych czapek i mufek.
Bosley Crowther z „The New York Timesa”, jeden z najbardziej opiniotwórczych krytyków filmowy swoich czasów, w swej ogólnie powściągliwej recenzji zganił Bolta za to, że zredukował wielkie wstrząsy rewolucji październikowej do rangi banalnego melodramatu. Krytycznie ocenił także grę aktorską, jako zaskakująco bierną [...] Lara i Jurij z niewytłumaczalną obojętnością i rezygnacją podchodzą do przeciwności losu, co negatywnie wpływa na tempo filmu.
Dave Kehr w swojej recenzji napisał o swoim wrażeniu z filmu, że mimo swej długości nie zdołał wywrzeć głębszego efektu emocjonalnego. Zdaniem Kehra Sharif na skutek swoich ograniczonych zdolności nie podołał wyzwaniu zagrania wielowymiarowej postaci Jurija Żywagi.
Jedną ze stosunkowo nielicznych pozytywnych recenzji napisał Richard Schickel z „Life’a”. Stwierdził on, że Lean posługiwał się „starannym, świadomym artyzmem”, tworząc „wizualny ekwiwalent powieści Pasternaka”. W „Time” film określono jako „triumf”, wynikający „przede wszystkim ze wspaniale zainscenizowanych momentów”. Niektóre recenzje chwaliły grę aktorów. A.D. Murphy z „Variety” uznał, że Sharifowi i Christe udało się stworzyć wiarygodne i wyraziste kreacje. Większość recenzentów zgodnie chwaliła kostiumy, scenografię i zdjęcia, składające się na wizualną warstwę filmu, istotną dla wywieranego efektu dramatycznego.
Również rosyjscy krytycy przyjęli film z mieszanymi uczuciami. Rosyjskim widzom szczególnie rzucały się w oczy liczne zachodnie, fałszywe stereotypy na temat życia i zwyczajów panujących w Rosji, a także wiele nieścisłości historycznych. Michaił Trofimienkow z „Kommiersanta” ironicznie zauważył, iż film wcale nie musiał zostać zakazany, gdyż takie „historyjki” można było bez obaw opowiadać w ZSRR, nawet podczas zimnej wojny.
Aleksandr Żurawlow z BBC Russian Service ujął to tak: „jest to film o Rosji, lecz nie dla Rosjan”. Andriej Płachow zdefiniował Doktora Żywagę jako „egzotyczny” melodramat. Dmitrij Bykow generalnie przychylnie ocenił dzieło Leana, pisząc, że widoczne niespójności filmu dobrze współgrają z baśniową fabułą powieści. Stwierdził ponadto, iż powieść Pasternaka była jakby wprost stworzona na potrzeby kina. Aleksandr Proszkin nazwał film „chałą”, choć z drugiej strony oddał Leanowi to, że potrafił zręcznie przenieść zachodniego widza w pewną wizję kraju przechodzącego dramatyczne zmiany w swej historii. Pisarz Władimir Sorokin po obejrzeniu filmu pozostał ze wspaniałym, przejmującym i niezrównanym posmakiem... jakby zobaczyło się przez przekrzywioną lornetkę Rosję, która przeminęła i już nigdy nie powróci.
Doktor Żywago zawiera sporo wątpliwych stereotypów o Rosjanach. Już w prologu szare masy pracowników wychodzą z ciemnego tunelu – nad którym wisi olbrzymia czerwona gwiazda – z jakiegoś powodu trzymając się za ręce. Tytułowy bohater często nosi białą kosoworotkę (tradycyjną rosyjską koszulę męską), a na dachu wiejskiego dworku Warykino znajduje się aż 7 kopuł. Powracający motyw bałałajki – zarówno pod postacią instrumentu, jak i jej melodii – stosowany, aby nadać filmowi „rosyjski” nastrój nostalgii i sentymentalizmu, zamiast tego – irytował niektórych krytyków swoim natarczywym nadużywaniem oraz zbytnią melodramatycznością. Bosley Crowther stwierdził również, że w filmie zatracono liryczną aurę powieściowego pierwowzoru, do którego Pasternak często wtrącał poematy własnego autorstwa. Natomiast w filmie nikt nie deklamuje żadnego wiersza Żywagi; jedynie z opinii innych bohaterów widz dowiaduje się o ich charakterze, może jedynie domyślać się ich treści, przez co tytułowy bohater wypadł niewiarygodnie jako poeta.
Leana głęboko dotknęła zjadliwa krytyka po premierze filmu. Uważał, że przyczyną takiej reakcji recenzentów była zbyt pośpiesznie zmontowana pierwotna wersja filmu, a także całkowite niezrozumienie jego intencji. W trakcie kampanii promocyjnej po Wielkiej Brytanii wdał się w ostrą polemikę z jednym z krytyków. Reżyser Luchino Visconti tuż po seansie filmu zapragnął obejrzeć go po raz kolejny, ale, jak stwierdził, musiałby w tym celu ukryć się w tylnych rzędach, gdyż inaczej krytycy by go „zlinczowali”. Po Doktorze Żywago Lean zdecydował się odejść na emeryturę, jednakże powrócił do reżyserii w Córce Ryana (1970).

### Wynik finansowy oraz wpływ na kulturę i społeczeństwo

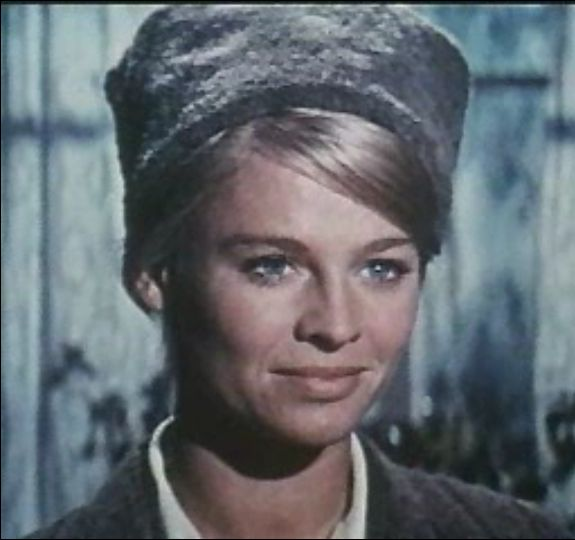
Na cześć filmu taki fason damskich czapek określa się w Wielkiej Brytanii mianem „Żywago”

Doktor Żywago okazał się spektakularnym przebojem kasowym, zarabiając na całym świecie ponad 200 milinów dolarów, z czego 111 mln w samych Stanów Zjednoczonych. Uwzględniając skutki inflacji, jest to równorzędność 1 041 496 500 dolarów z 2015 roku, co oznacza, że jest 8. najbardziej dochodowym filmem w historii amerykańskiego kina. Na dodatek stał się drugim najbardziej dochodowym dziełem w historii wytwórni Metro-Goldwyn-Mayer, tuż za Przeminęło z wiatrem. Sukces kasowy filmu uchronił wytwórnię przed zapaścią finansową. Dzięki klauzuli umownej przewidujących podział zysków filmu, szczególnie korzystnie pod względem finansowym wyszedł reżyser David Lean. Zarobił w ten sposób ponad 10 mln dolarów.
Dzieło Leana było pierwszą od czasów II wojny światowej nakręconą w kolorze filmową superprodukcją, której całość akcji rozgrywa się na terytorium Rosji i ZSRR. W latach 60. XX wieku, ze względu m.in. na kryzys kubański i lot pierwszego kosmonauty, powiązane z Rosją tematy cieszyły się sporą popularnością na świecie. Wejście Doktora Żywagi na ekrany kin przyczyniło się do wzrostu zainteresowania w świecie zachodnim rosyjską i radziecką historią oraz literaturą. Film niósł ze sobą także istotne przesłanie ideologiczne. Bogata duchowo i wyjątkowa postać Jurija Żywagi i innych bohaterów filmu burzyły pewne utrwalone stereotypy o Rosjanach. Międzynarodowa opinia publiczna na nowo zainteresowała się dziejami Borisa Pasternaka i sprawą ochrony praw człowieka w ZSRR. Zapoczątkowane w Doktorze Żywago tradycje przedstawiania Rosji i Rosjan były kontynuowane w takich hollywoodzkich filmach, jak m.in. Mikołaj i Aleksandra (1971), Czerwoni (1981), czy Moskwa nad rzeką Hudson (1984). Był to również pierwszy melodramatyczny film epicki. Późniejsze dzieła tego gatunku to m.in. Maria, królowa Szkotów (1971), Lady Jane (1986) i Titanic (1997)
Dzięki popularności filmu, w Wielkiej Brytanii opisując okrągłe futrzane czapki lub męskie papachy wciąż używa się nazwy „Żywago”. W 1966 roku domy mody Yves Saint Laurent i Dior wypuściły zimowe kolekcje inspirowane strojem Doktora Żywagi i strojami noszonymi przez postacie w nim występujące. Natomiast wśród mężczyzn modne stały się wąsy i brody noszone przez bohaterów filmu. W październiku 1966 roku magazyn „Esquire” pod wrażeniem szumu wokół Doktora Żywagi napisał: „w tym roku sprzedaż wódki przebije wynik ginu”.

### Styl
Izaak Deutscher określił powieść Doktor Żywago mianem „paraboli zapomnianego pokolenia”. W przeciwieństwie do Wojny i pokoju nie skupia uwagi czytelnika na historycznym kontekście wydarzeń. Wojny i rewolucje są raczej tłem dla dramatów osobistych przeżywanych przez postaci. Autor powieści rozmyślnie unika oceny systemu i ideologii komunistycznej. To samo podejście przyświecało reżyserowi i scenarzyście. Paradoksalnie powieść została napisana jak epopeja, ale jej przekaz nie odpowiada duchowi tego gatunku. „Akcja w filmie nie powinna zdominować przekazu duchowości i zasad moralnych Jurija”, napisał Lean w jednej z wytycznych do scenariusza.

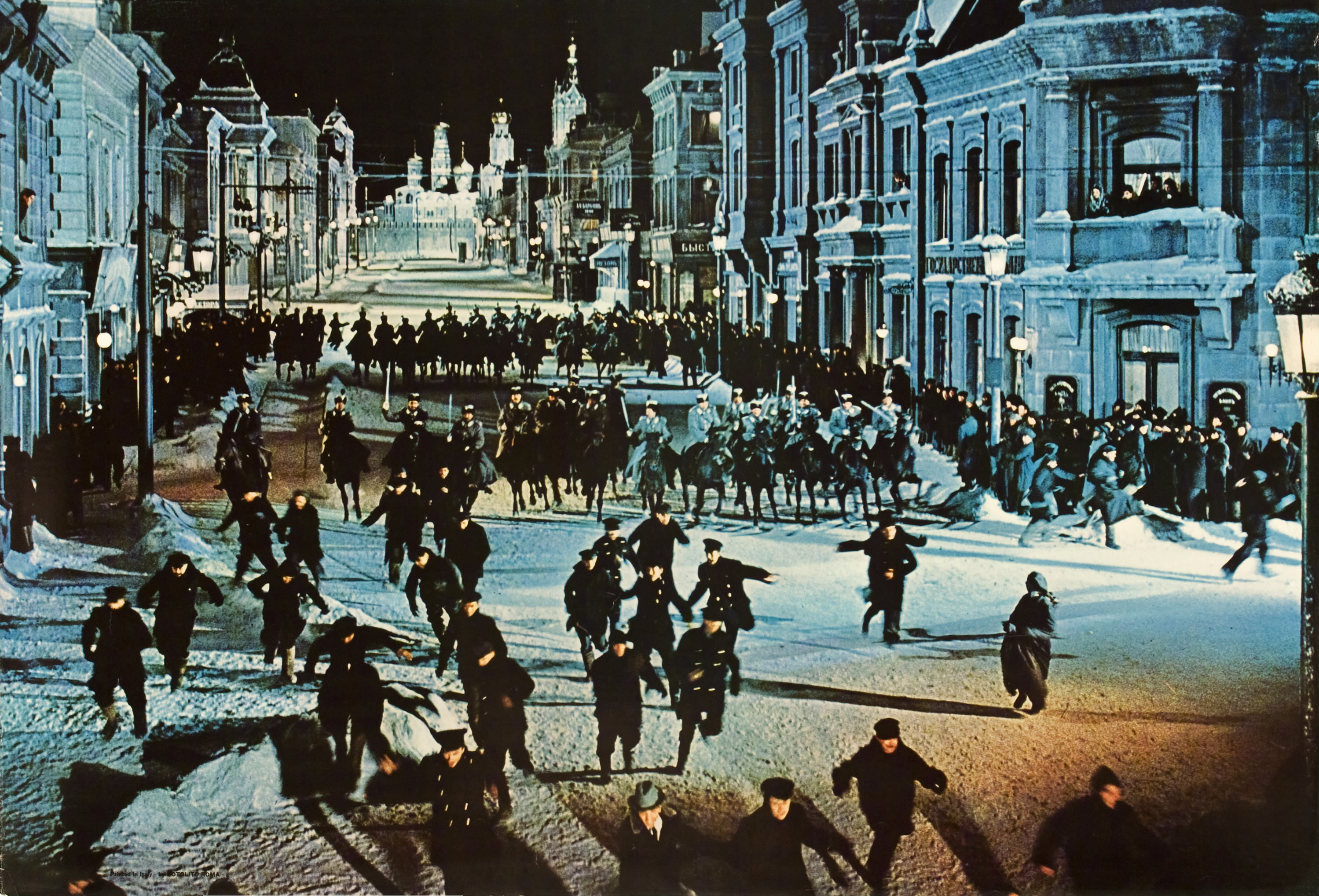
Kozacy przystępują do brutalnego rozpędzenia pokojowej demonstracji ludności Moskwy

Tragiczna postać tytułowego bohatera unika udziału w epokowych zmianach, które zachodzą się wokół niego. Jednym z głównych punktów krytycznych recenzji była zadziwiająca bezsilność i obojętność postaci w obliczu wszechogarniających historycznych wstrząsów. Lean przystępując do prac nad filmem, założył, że nie będzie się koncentrował na przekazie historycznym ani politycznym. Takie nastawienie jest zauważalne w filmie i przejawia się m.in. na zbytnim niepokazywaniu na ekranie scen przemocy ani rozlewu krwi. Przykładem tego jest ukazana na planie ogólnym sekwencja szarży Kozaków na pokojową demonstrację ubogiej ludności Moskwy, po której następuje cięcie i długie ujęcie na twarz Jurija Żywagi, który z bezpiecznej odległości obserwuje całą sytuację. Na jego obliczu maluje się szok i cierpienie, natomiast brutalna pacyfikacja rozgrywa się poza kadrem. Dopiero pod koniec sekwencji następuje zbliżenie na kałuże krwi, rannych i leżące zwłoki ofiar. Takie podejście zostało zainspirowane sekwencją masakry ludności na schodach odeskich w filmie Pancernik Potiomkin (1925) Eisensteina. W powieści Pasternaka czytelnik może łatwo zatracić związek przyczynowo-skutkowy w wydarzeniach lub działaniach postaci. Aby zapobiec temu w filmie, Bolt wprowadził narratora w osobie Jewgrafa Żywagi, który swoim komentarzami łączył ze sobą pewne wątki fabuły.
Film zawiera bogatą symbolikę zbudowaną na zasadzie kontrastu. Morze żonkili otaczające bohatera, roztapiający się szron przechodzący w płatki kwiatów, zapalona świeca (ulubiony motyw Pasternaka) podkreślają poetyckie i twórcze aspekty postaci. Natomiast olbrzymia zapora, elektrownia wodna i portret Stalina sprowadzają widza na ziemię i przypominają o tragicznej rzeczywistości, jaka spotkała bohaterów filmu. Istotną dla fabuły jest postawa Jewgrafa Żywagi – zatwardziałego komunisty, wykonawcy wyroków śmierci dla Czeki i KBG, a jednocześnie swoistego anioła stróża dla swego przyrodniego brata, który działa na rzecz zachowania pamięci o poecie dla przyszłych pokoleń.
Topos mężczyzny zakochanego jednocześnie w dwóch różnych kobietach na tle historycznych kataklizmów jest jedynym z najczęściej powracających tematów w historii światowej kultury. Po raz pierwszy pojawił się w homerowskiej Odysei i był także obecny w literaturze rosyjskiej, np. w Wojnie i pokoju i Cichym Donie. Obecny jest także motyw uczuciowego trójkąta między bohaterami, którzy ukrywają swoje uczucia. Również relacje między postaciami są wyrażane symbolicznie. Szkarłatna suknia, którą ma na sobie Lara w scenie uwodzenia, reprezentuje jej grzeszność w tej sytuacji. Kwitnące żonkile symbolizują spotkania kochanków, a opadające słoneczniki ich rozstanie. „Pałac lodowy” jest metaforą ostatecznego pożegnania Lary i Żywagi. Warstwa wizualna filmu była jedynym elementem, który oparł się krytyce recenzentów. Richard Schickel dowodził, że pozorna pustka i bierność postaci jest w istocie wierna przesłaniu Pasternaka. Lean próbował przekazać to, czego zazwyczaj nie robi się przy filmowych adaptacjach literatury – oddać poetyckiego ducha autora powieści.

### Lista nagród i nominacji
| Nagroda                                    | Laureat                                    |
| 1965 – New York Film Critics Circle Awards | 1965 – New York Film Critics Circle Awards |
| ------------------------------------------ | ------------------------------------------ |
| Najlepszy reżyser                          | David Lean (2. miejsce)                    |
| 1966 – Oscary                              |                                            |
| Najlepsza scenografia – filmy kolorowe     | John Box, Terence Marsh, Dario Simoni      |
| Najlepsze zdjęcia – filmy kolorowe         | Freddie Young                              |
| Najlepsze kostiumy                         | Phyllis Dalton                             |
| Najlepsza muzyka głównie oryginalna        | Maurice Jarre                              |
| Najlepszy scenariusz adaptowany            | Robert Bolt                                |
| Nominacje:                                 |                                            |
| Najlepszy film                             | Carlo Ponti                                |
| Najlepszy aktor drugoplanowy               | Tom Courtenay                              |
| Najlepsza reżyseria                        | David Lean                                 |
| Najlepszy montaż                           | Norman Savage                              |
| Najlepszy dźwięk                           | A. W. Watkins, Franklin Milton             |
| 1966 – Złote Globy                         |                                            |
| Najlepszy film dramatyczny                 | Carlo Ponti                                |
| najlepszy aktor w filmie dramatycznym      | Omar Sharif                                |
| Najlepszy reżyser                          | David Lean                                 |
| Najlepsza muzyka                           | Maurice Jarre                              |
| Najlepszy scenariusz                       | Robert Bolt                                |
| Nominacja:                                 |                                            |
| Najbardziej obiecująca nowa aktorka        | Geraldine Chaplin                          |
| 19. MFF w Cannes – Złota Palma             |                                            |
| Udział w konkursie głównym                 |                                            |

| Nagroda                                                                                          | Laureat                                                  |
| 1967 – nominacje do Nagród Brytyjskiej Akademii Filmowej                                         | 1967 – nominacje do Nagród Brytyjskiej Akademii Filmowej |
| ------------------------------------------------------------------------------------------------ | -------------------------------------------------------- |
| Najlepszy aktor brytyjski                                                                        | Ralph Richardson                                         |
| Najlepsza brytyjska aktorka                                                                      | Julie Christie                                           |
| Najlepszy film z jakiegokolwiek źródła                                                           | David Lean                                               |
| 1967 – David di Donatello                                                                        |                                                          |
| Najlepsza aktorka zagraniczna                                                                    | Julie Christie                                           |
| Najlepszy reżyser zagraniczny                                                                    | David Lean                                               |
| Najlepsza produkcja zagraniczna                                                                  | Carlo Ponti                                              |
| 1966 – National Board of Review                                                                  |                                                          |
| Najlepsza aktorka                                                                                | Julie Christie                                           |
| Najlepsze filmy roku                                                                             | 3. miejsce                                               |
| 1988 – People’s Choice Award                                                                     |                                                          |
| Ulubiona piosenka wszech czasów                                                                  | „Lara's Theme”                                           |
| 1967 – Golden Screen                                                                             |                                                          |
| Nagroda dystrybutorów                                                                            | Metro-Goldwyn-Mayer                                      |
| 1966 – Laurel Awards                                                                             |                                                          |
| Najlepszy film dramatyczny                                                                       | 1. miejsce                                               |
| Najlepsza rola dramatyczna                                                                       | Omar Sharif (2. miejsce)                                 |
| Najlepsza rola drugoplanowa                                                                      | Tom Courtenay (3. miejsce)                               |
| 1967 – Grammy                                                                                    |                                                          |
| Najlepsza oryginalna ścieżka dźwiękowa napisana dla filmu kinowego lub do programu telewizyjnego | Maurice Jarre                                            |

Powyższe informacje pochodzą ze strony IMDb.com.
Doktor Żywago w rankingach Amerykańskiego Instytutu Filmowego:
- 1998 – 39. miejsce na liście stu najlepszych amerykańskich filmów[75],
- 2002 – 7. miejsce na liście 100 najlepszych amerykańskich melodramatów wszech czasów[76].

## Muzyka
Wytwórnia zgodziła się, aby Maurice Jarre skomponował i nagrał muzykę do filmu dopiero pod koniec okresu zdjęciowego, stąd miał on zaledwie kilka tygodni na wykonanie swojego zadania. Lean początkowo planował wykorzystać tradycyjne rosyjskie melodie lub pieśni ludowe i we współczesnej aranżacji umieścić je w filmie. Gdy reżyser pokazał Jarre’owi wstępną wersję filmu, kompozytor przystąpił do pracy nad stworzeniem zupełnie nowej, własnej ścieżki muzycznej. Kompozytor ułożył 4 wersje kluczowego tematu poświęconego Larze Antipowej, z których żadna nie zadowoliła reżysera. Dopiero „Temat Lary” (ang. „Lara’s Theme”) przypadł Leanowi do gustu. Później Jarre stosunkowo łatwo i szybko skomponował pozostałe utwory. Podczas pracy inspirował się twórczością Piotra Czajkowskiego i Nikołaja Rimskiego-Korsakowa. Aby dodać rosyjskiego kolorytu, chciał skorzystać z bałałajki. Jednakże nikt z muzyków Orkiestry Symfonicznej MGM nie potrafił grać na tym instrumencie. Jarre udał się zatem do cerkwi prawosławnej w Los Angeles, gdzie znalazł 22 bałałajkarzy. Żaden z nich nie potrafił jednak czytać zapisu nutowego, więc kompozytor musiał każdemu z osobna zanucić tę melodię, żeby nauczyli się jej ze słuchu. W filmie wykorzystano znane rosyjskie utwory: „Preludium g-moll nr 5 (opus 23)”, formułę „Wieczna pamięć” i hymn przedrewolucyjnej Rosji „Boże, zachowaj Cara!”.
Podczas nagrywania ścieżki muzycznej Jarre korzystał z nietypowych instrumentów: m.in. klawesynu, pianina elektronicznego i niedawno wynalezionemu minimooga. Dla urozmaicenia używał nawet shamisenu, koto i gongu. W nagrywaniu ścieżki muzycznej udział wzięło łącznie 110 muzyków i 40-osobowy chór – największy tego typu zespół muzyczny w historii muzyki filmowej.
Muzyka Jarre’a w Doktorze Żywago zyskała uznanie krytyki i słuchaczy. Szczególnie popularny stał się „Temat Lary”, motyw przewodni filmu, który zyskał światową sławę i dodatkowo pomógł wypromować obraz Leana. W styczniu 1966 roku na rynku ukazała się płyta długogrająca ze ścieżką dźwiękową. Do końca 1967 roku sprzedano ponad 2 miliony jej egzemplarzy. W Stanach Zjednoczonych przez 157 tygodni znajdowała się na listach najlepiej sprzedających się albumów. Do melodii „Tematu Lary” słowa ułożył Paul Francis Webster i tak powstała piosenka pod tytułem „Somewhere, My Love”, która również zdobyła dużą popularność, z czasem zyskując status międzynarodowego evergreenu. W 1966 roku Ray Conniff z chórem nagrał swoją aranżację, za co otrzymał nagrodę Grammy w kategorii Best Performance by a Chorus. Swoje covery nagrali m.in. czechosłowaccy piosenkarze Milan Chladil i Karel Gott, który koncertował z nią po Związku Radzieckim. W 1988 roku „Somewhere, My Love (Lara’s Theme)” uhonorowano przyznawaną przez widzów People’s Choice Award w specjalnej kategorii „ulubiona piosenka wszech czasów”.
Maurice’owi Jarre’owi nie spodobał się sposób użycia jego muzyki w Doktorze Żywago. Z ostatecznej wersji wycięto kilka utworów skomponowanych specjalnie dla filmu. Zamiast nich powtarzano motyw przewodni, co jego zdaniem osłabiło wartość artystyczną całej kompozycji. Uważał, że usunięty materiał był wysokiej jakości. W 1995 roku wytwórnia Rhino Records wydała 69-minutowy album ze ścieżką dźwiękową Doktora Żywagi, zawierającą wszystkie utwory skomponowane przez Jarre’a, w tym te usunięte z filmu.